# Ceaba, Cluj
Ceaba (în maghiară Bálványoscsaba) este un sat în comuna Sânmărtin din județul Cluj, Transilvania, România.

## Lăcașuri de cult
- Biserica de lemn din Ceaba

## Imagini

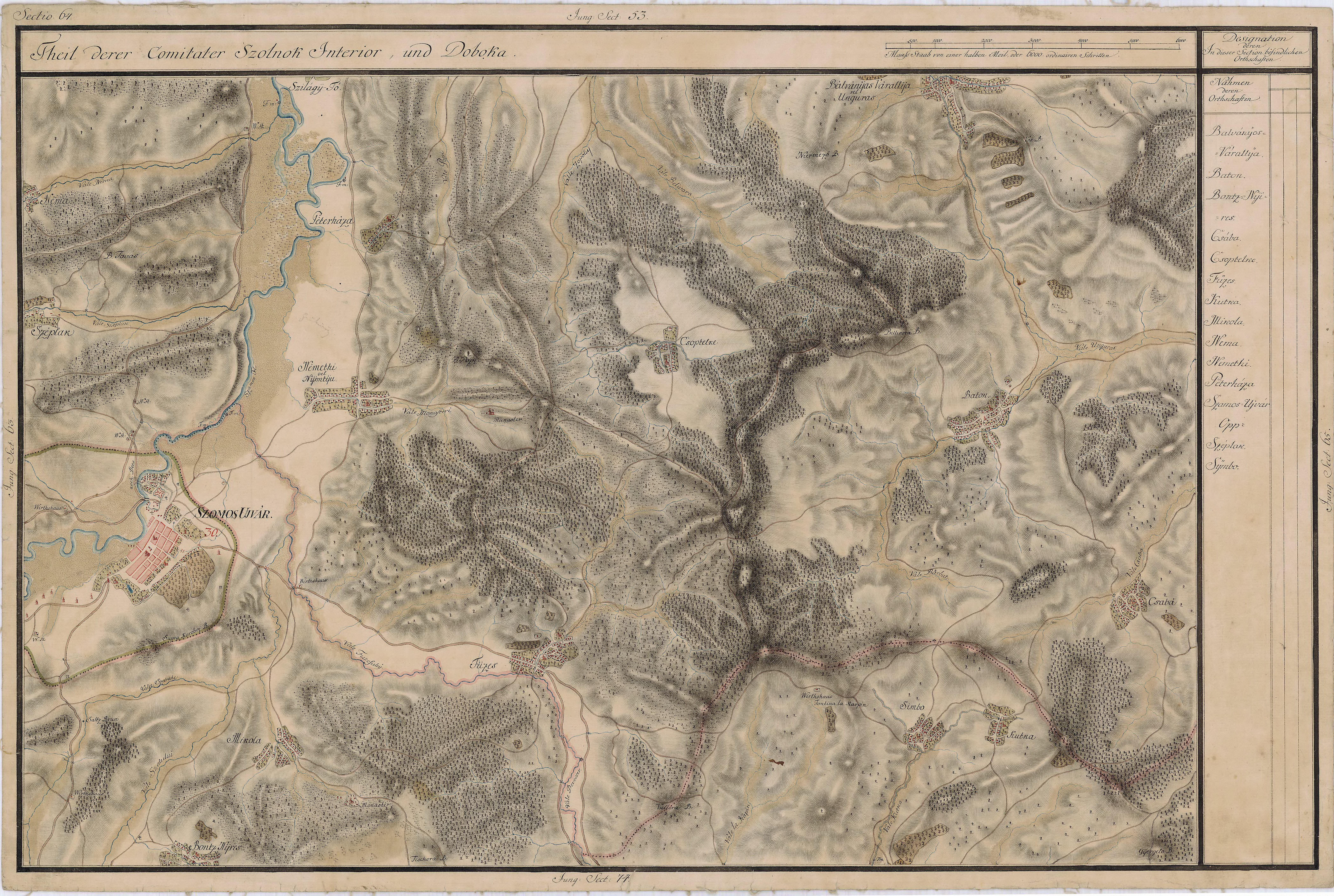
Ceaba pe Harta Iosefină a Transilvaniei, 1769-1773
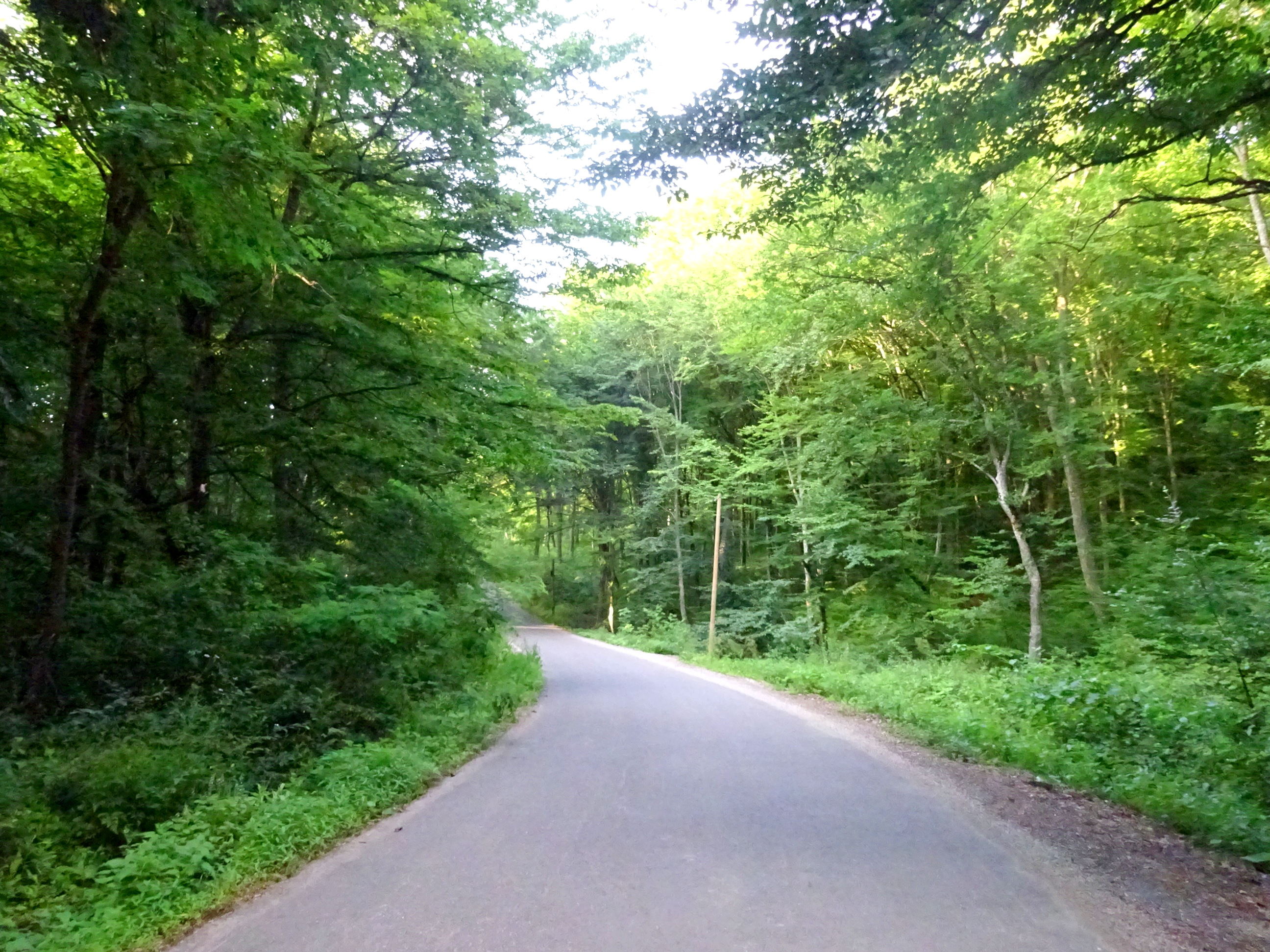
Drumul spre satul Ceaba
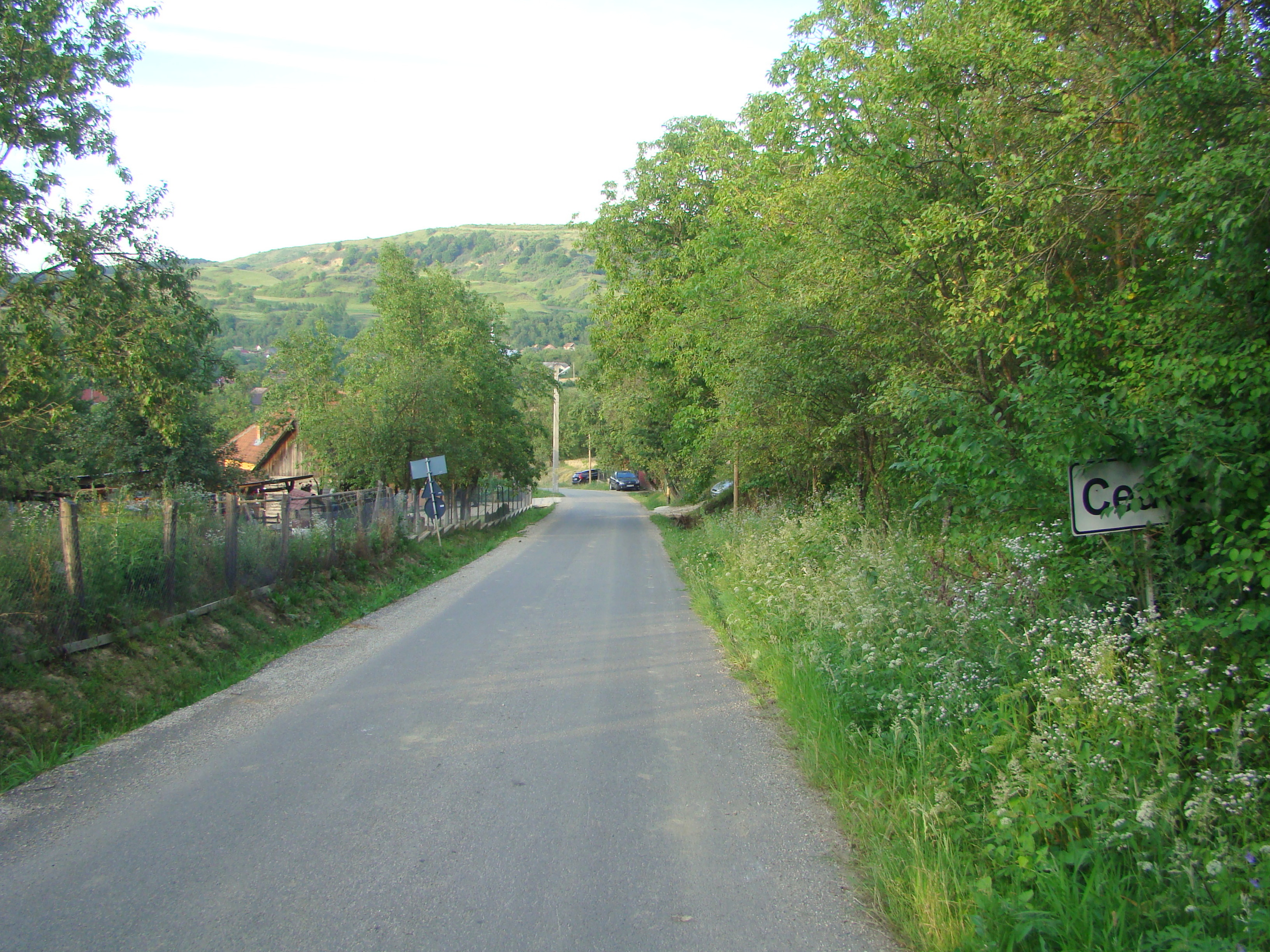
Intrarea în localitate
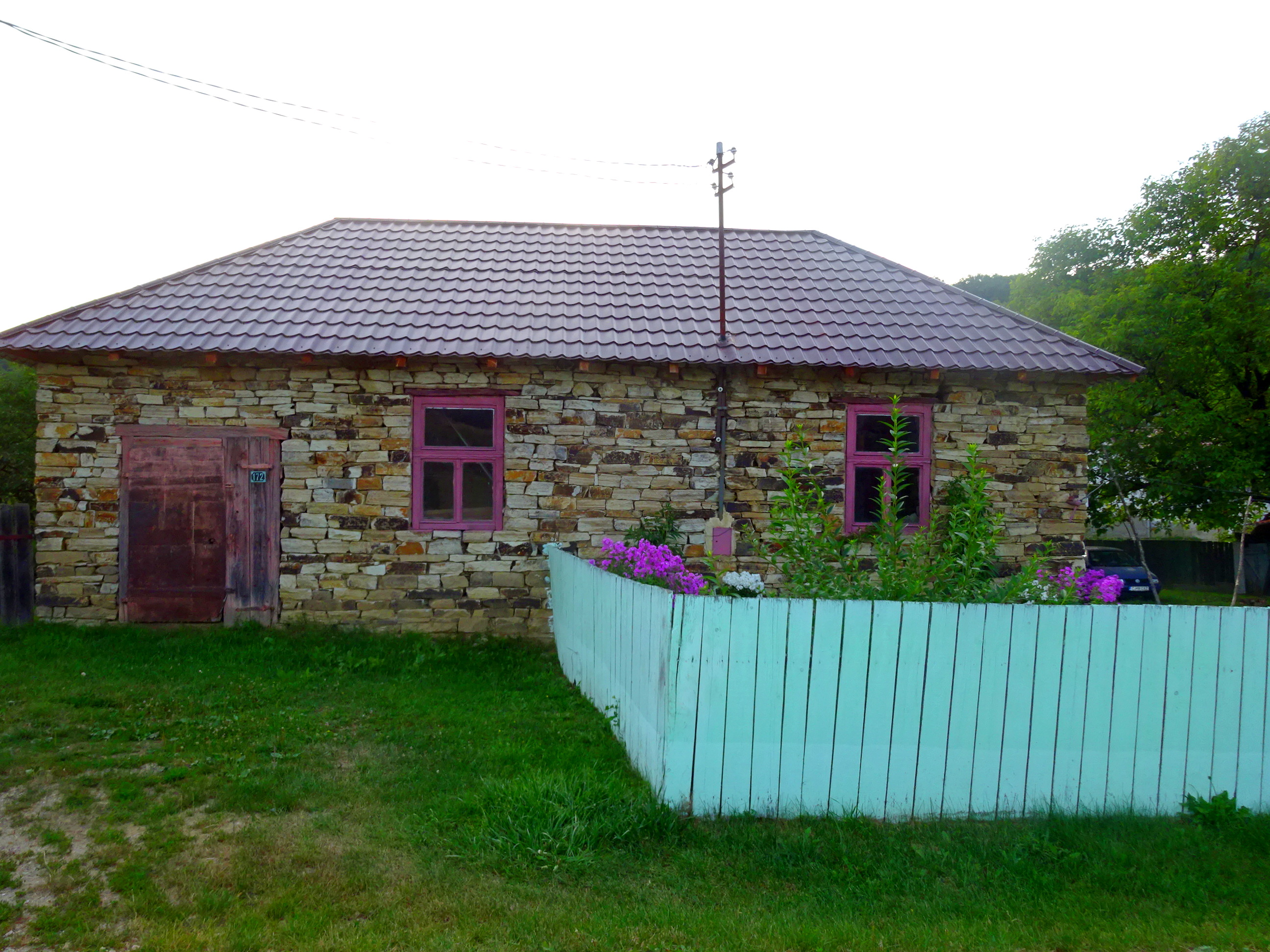
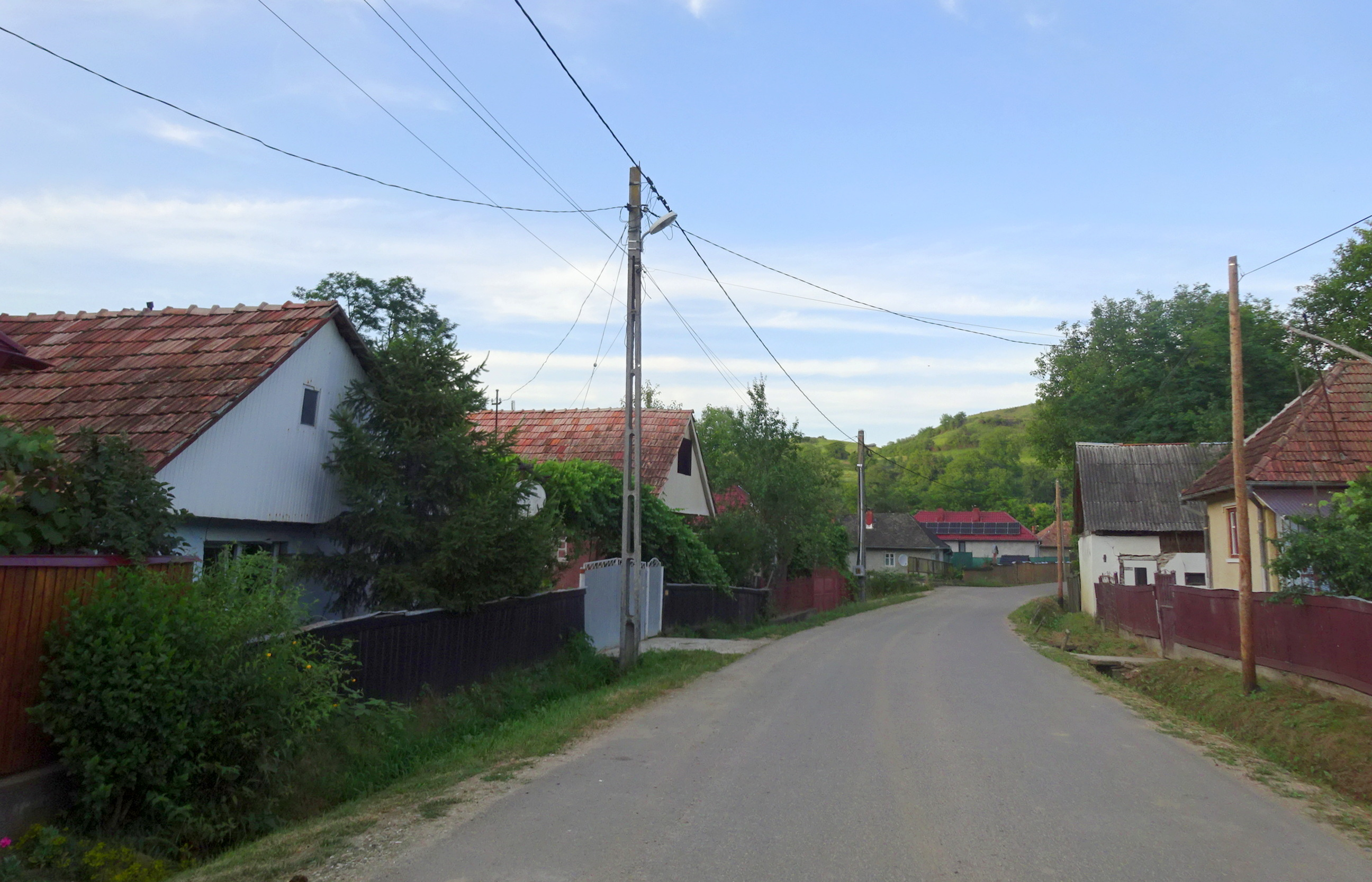
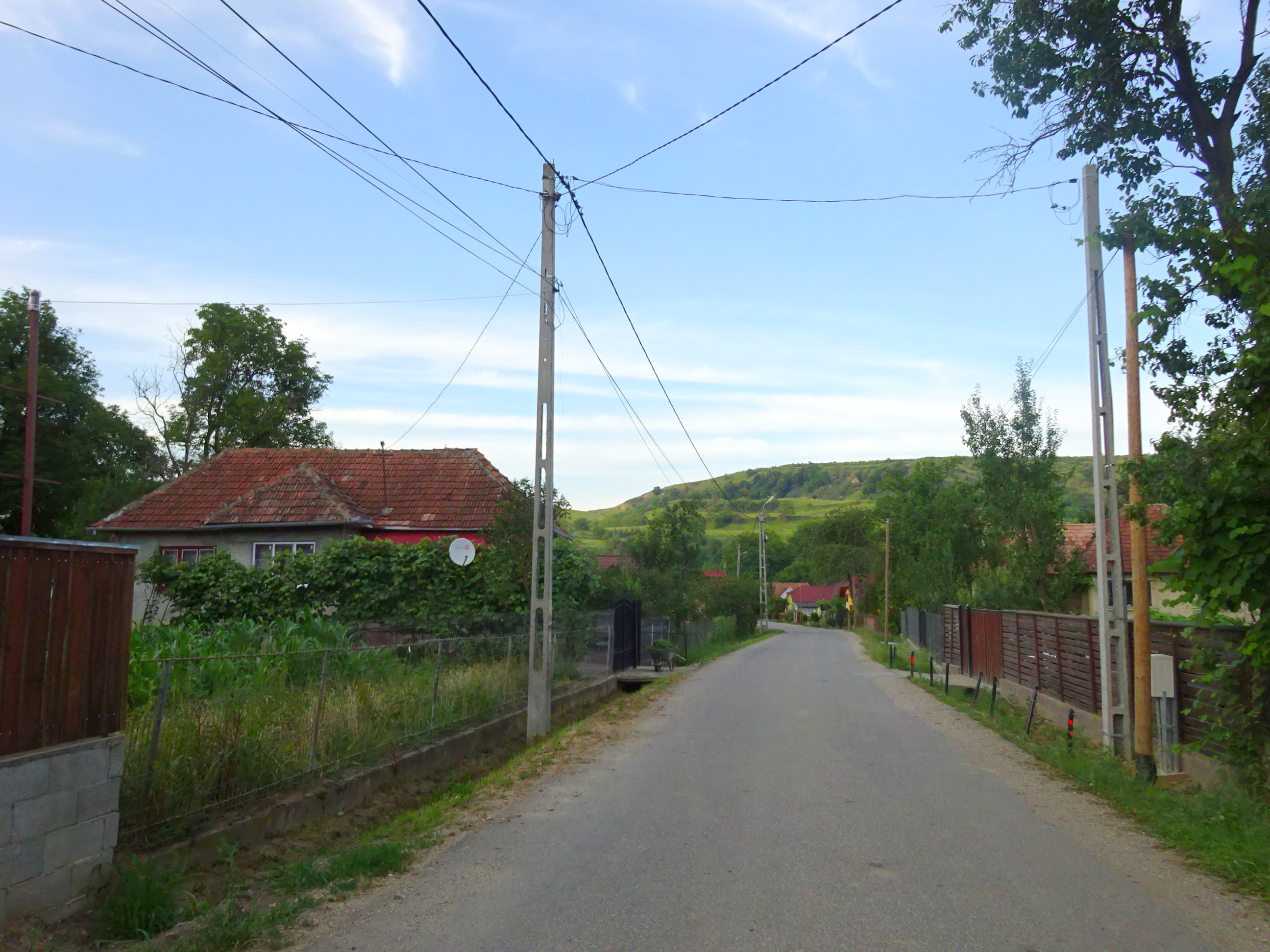
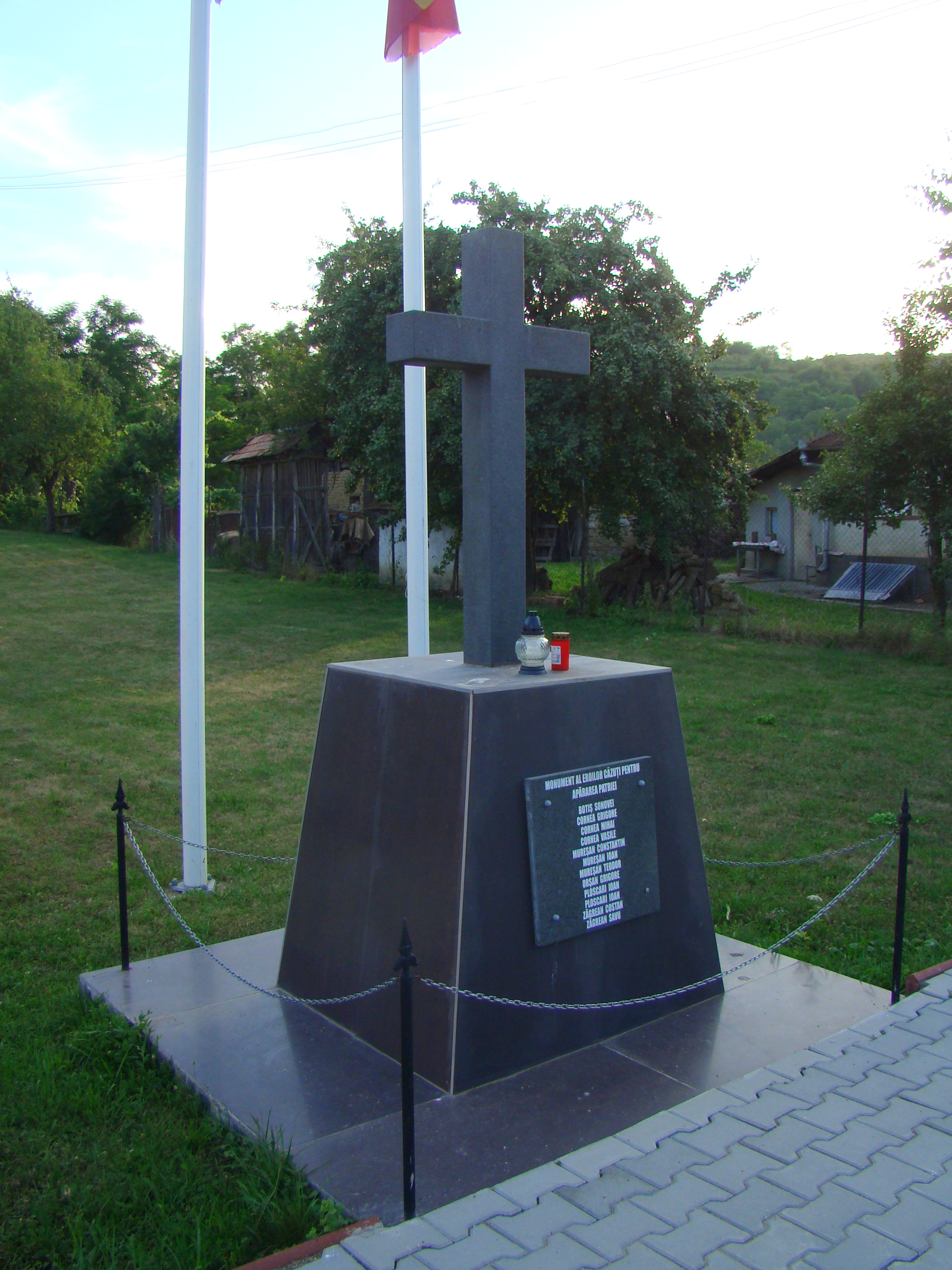
Monumentul Eroilor
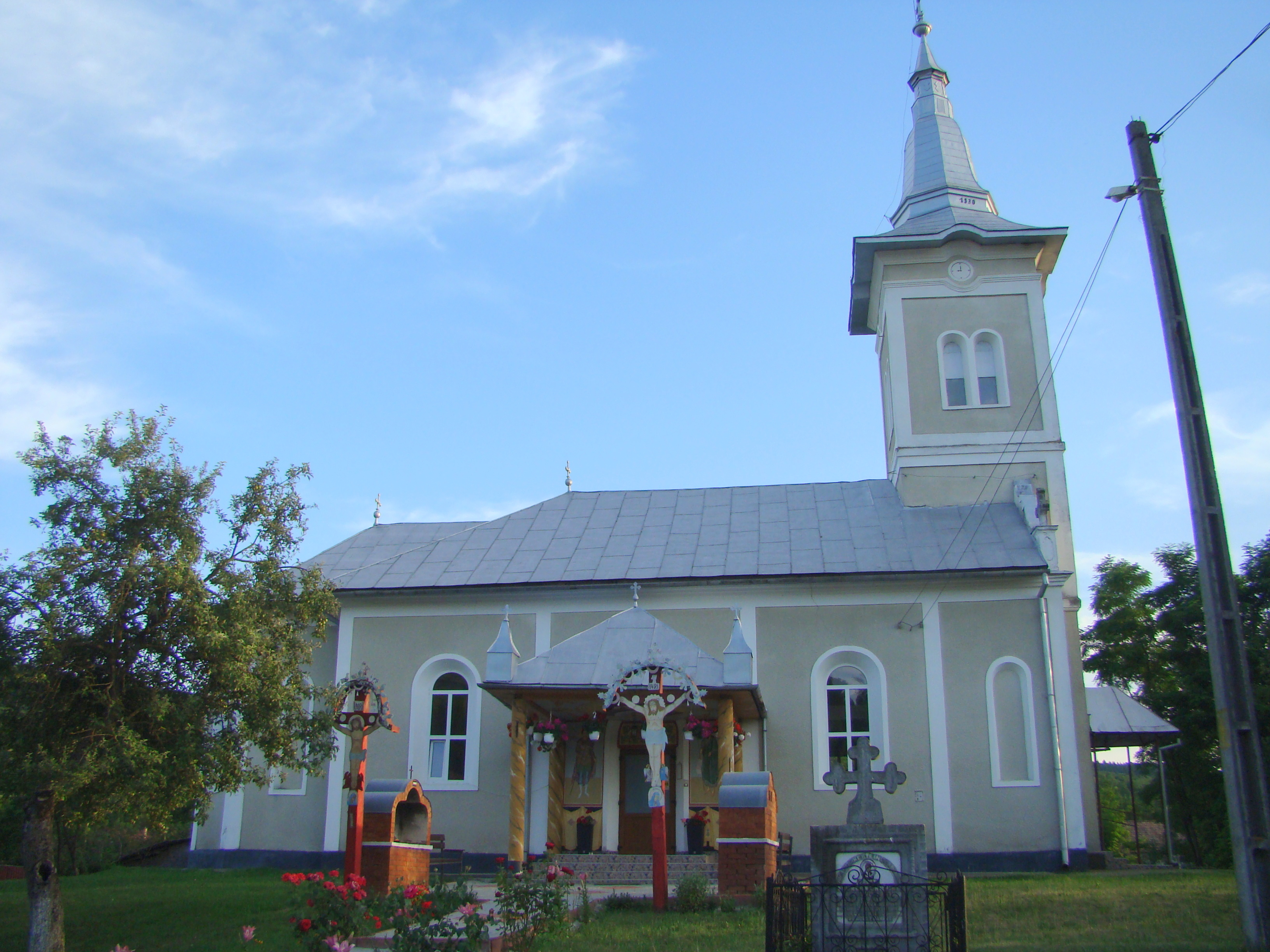
Biserica Sfântul Dumitru din Ceaba (1930)
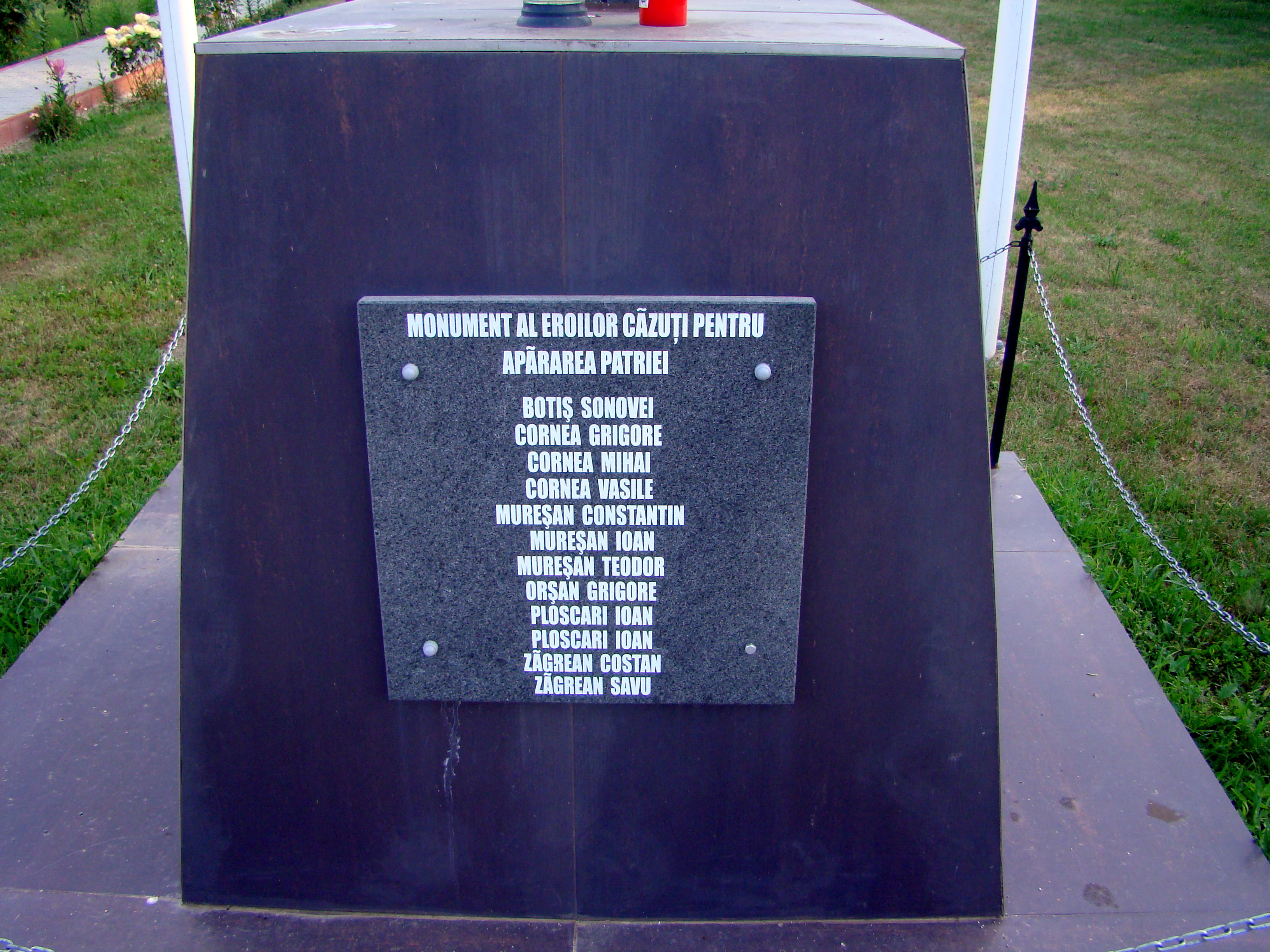
Monumentul Eroilor (detaliu)
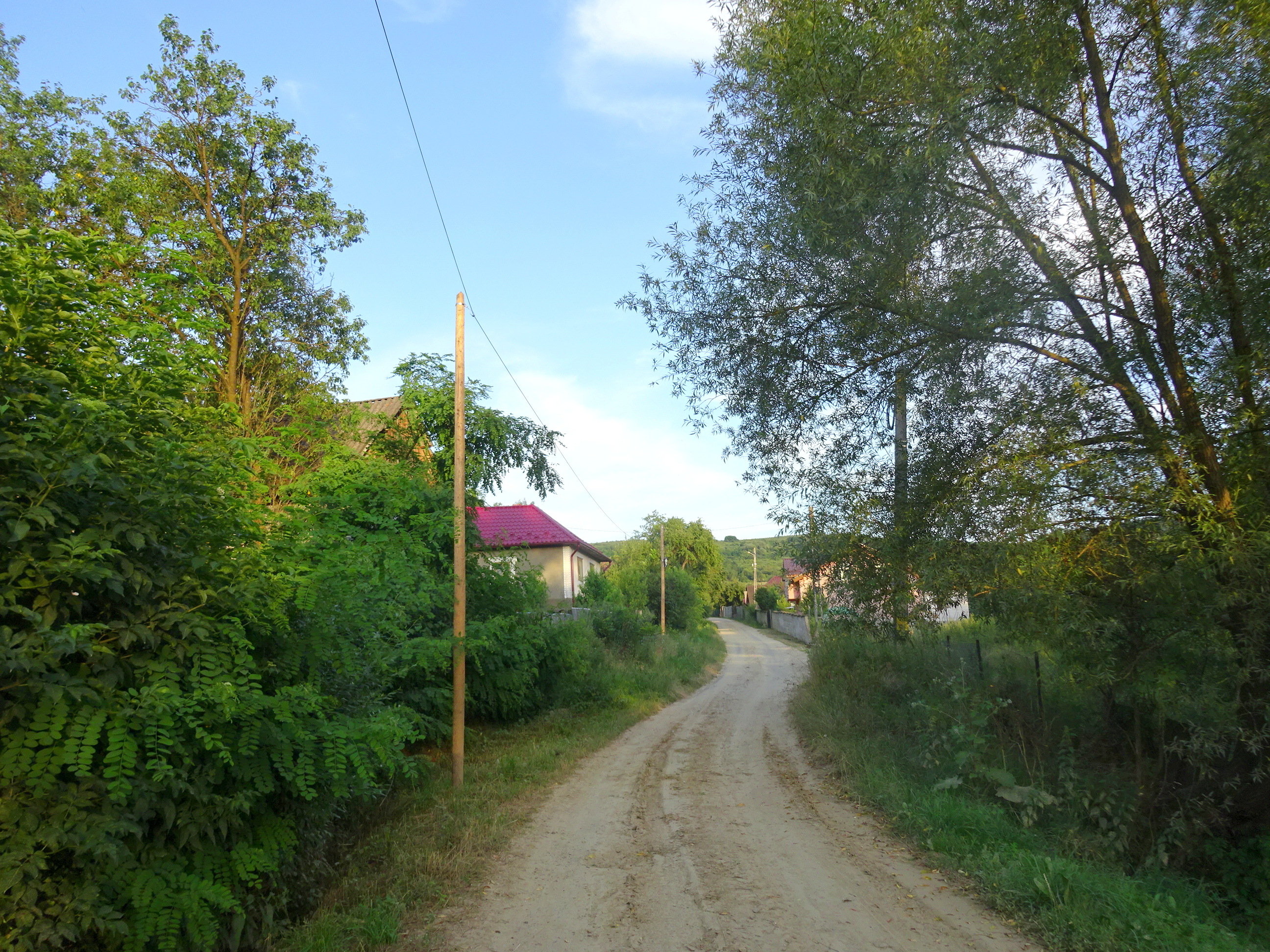
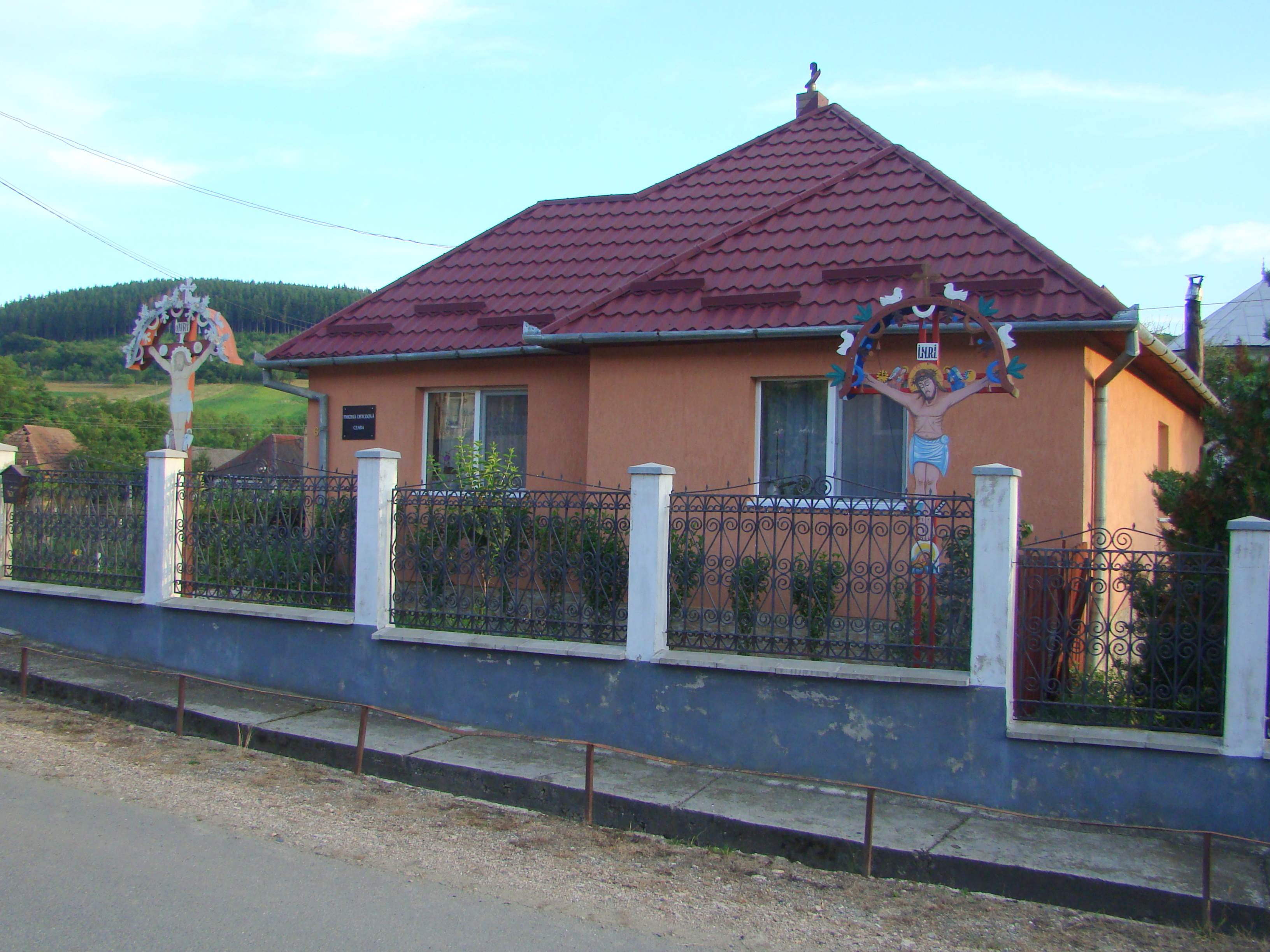
Parohia ortodoxă
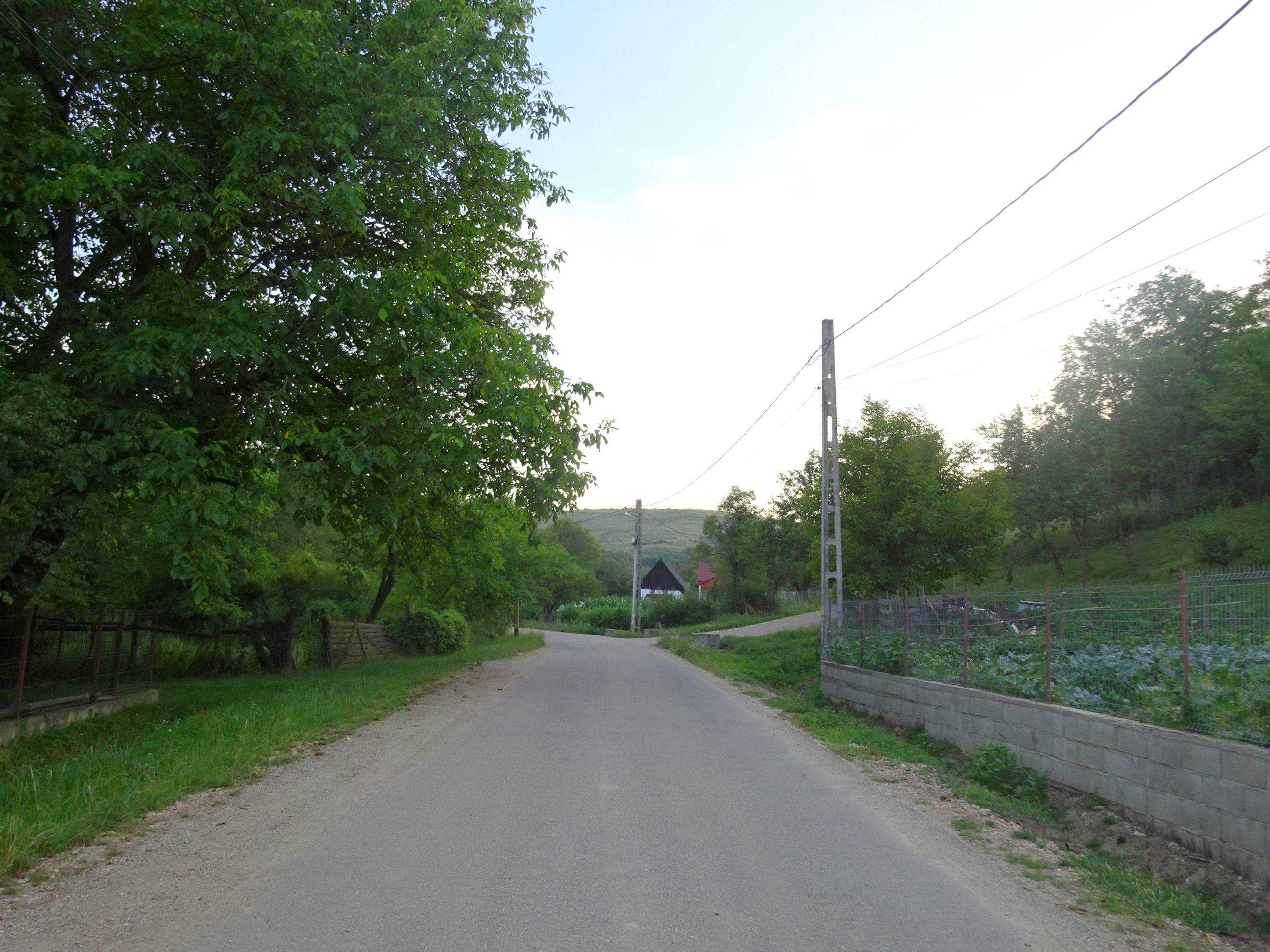
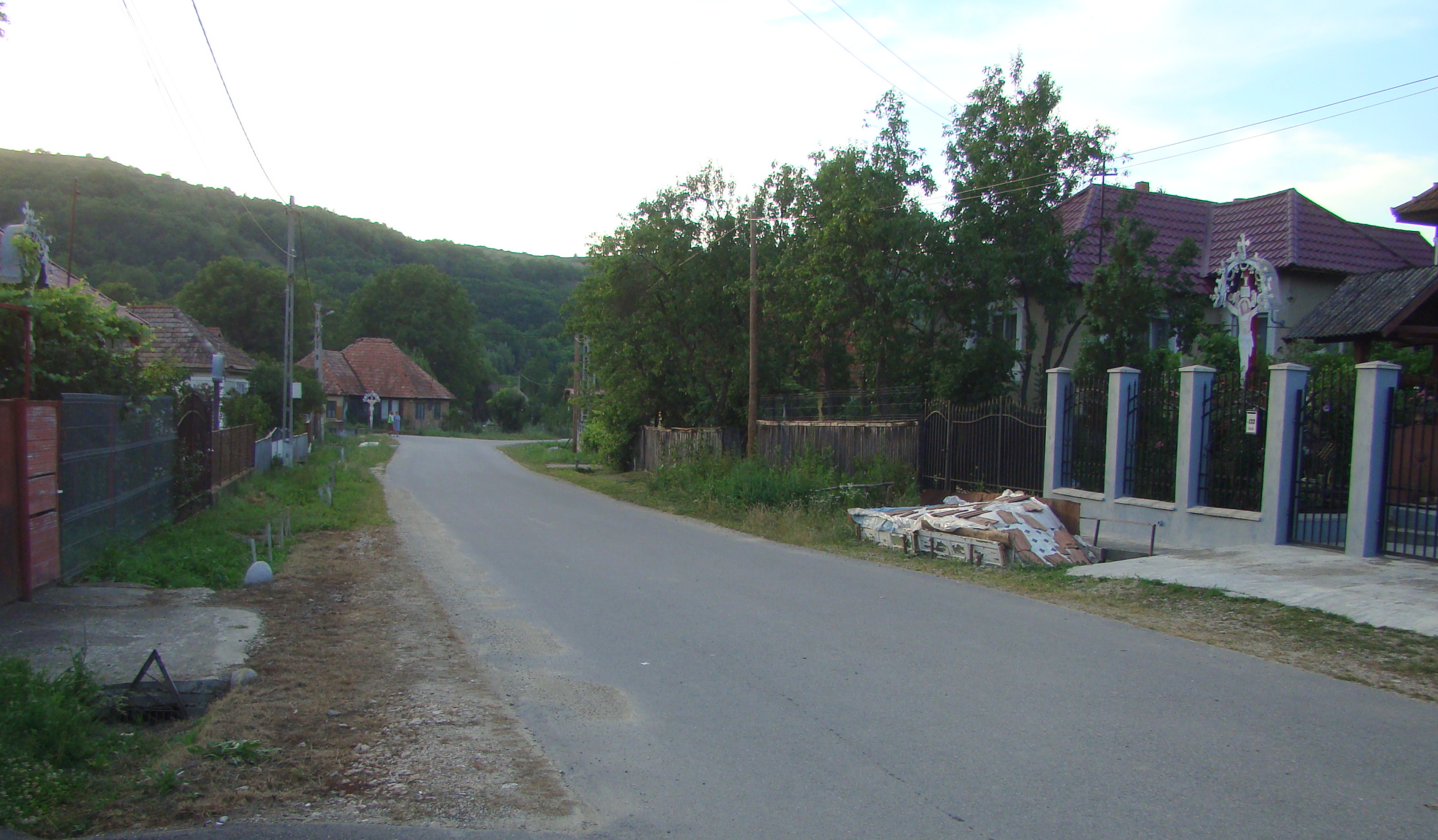
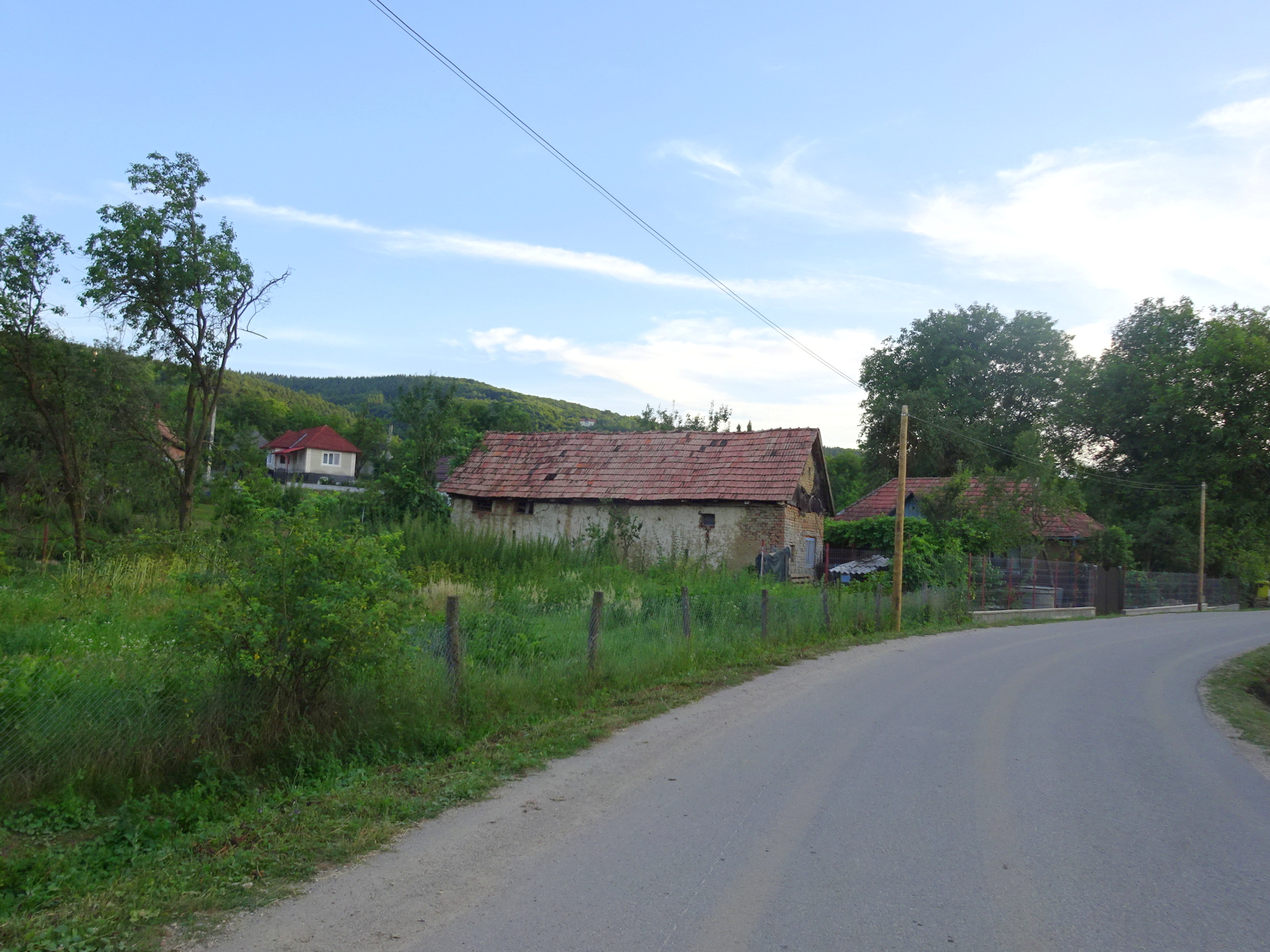
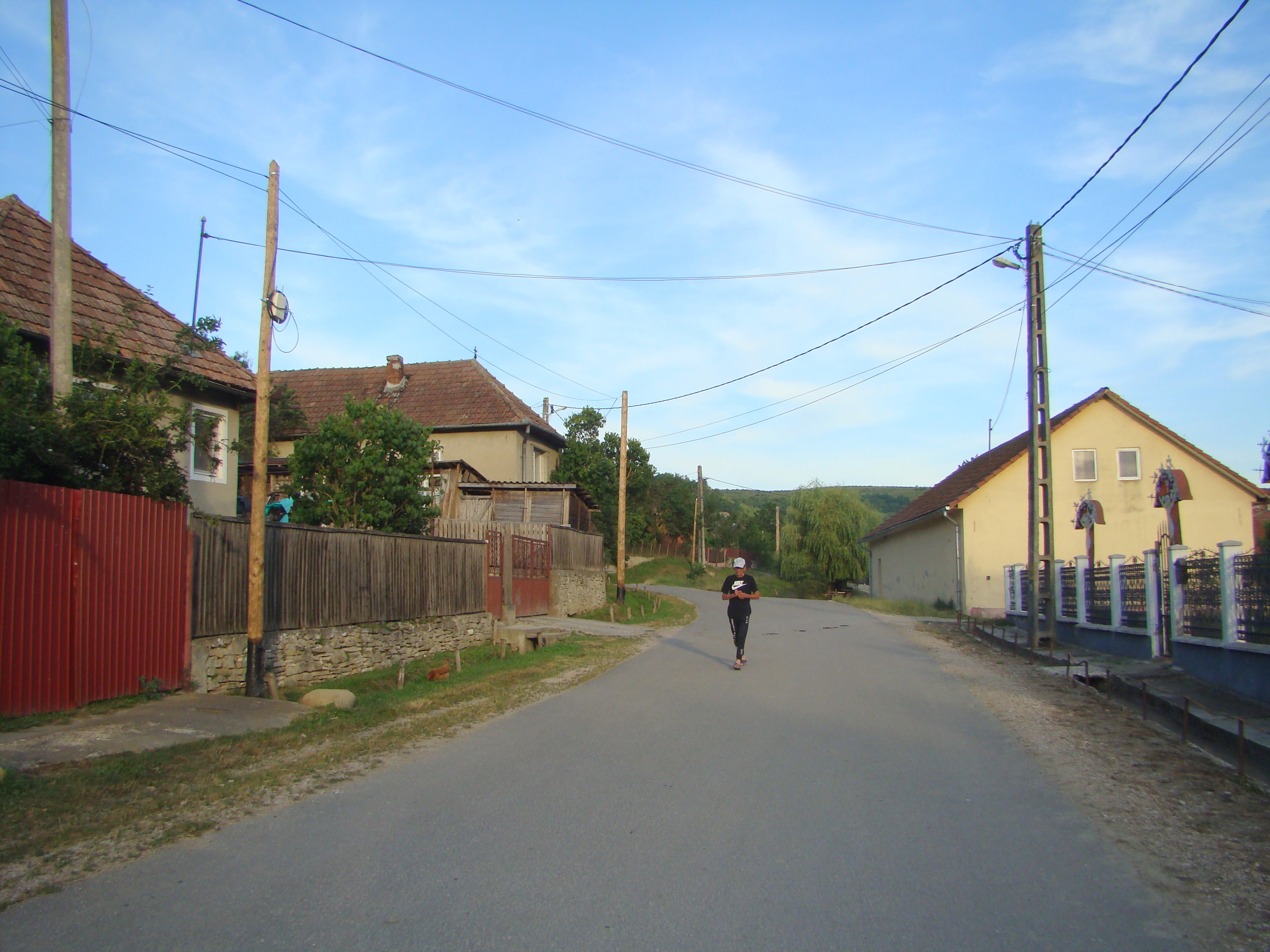